# Sliač
Sliač (Hongaars:Szliács) is een Slowaakse gemeente in de regio Banská Bystrica, en maakt deel uit van het district Zvolen.
Sliač telt 4853 inwoners.

Babiná · Babiná · Bacúrov · Breziny · Budča · Bzovská Lehôtka · Dobrá Niva · Dubové · Hronská Breznica · Kováčová · Lešť · Lieskovec · Lukavica · Michalková · Očová · Ostrá Lúka · Pliešovce · Podzámčok · Sása · Sielnica · Sliač · Tŕnie · Turová · Veľká Lúka · Zvolen · Zvolenská Slatina · Železná Breznica